# Luke Joeckel
Luke Joeckel (Arlington, 6 novembre 1991) è un ex giocatore di football americano statunitense che ha militato nel ruolo di offensive tackle nella National Football League (NFL).
Fu scelto come secondo assoluto del Draft NFL 2013 dai Jacksonville Jaguars. Al college giocò a football alla Texas A&M University venendo premiato come All-American.

## Carriera universitaria
Joeckel si iscrisse all'università nel gennaio 2010, partecipando agli allenamenti primaverili degli Aggies. In qualità di true freshman nel 2010, Joeckel partì come titolare in tutte le 13 gare come tackle sinistro. Gli Aggies mantennero una media di 165,8 yard corse a partita ed ebbero un giocatore che corse almeno 100 yard a parte per nove volte, sei delle quali fu Cyrus Gray. Joeckel fu premiato come Freshman All-American dalla Football Writers Association of America e da Scout.com.
Nella sua seconda stagione nel 2011, Joeckel partì ancora come titolare in tutte le 13 partite e fu inserito nella seconda formazione ideale della Big 12 Conference. Fu parte di una linea offensiva che concesse soli 9 sack in 13 sfide, permettendo a Ryan Tannehill di stabilire i record degli Aggies per yard totali (490,2 yard a partita), passate (291,1 yard) e punti segnati (39,1 punti a partita).
Al suo terzo anno, Joeckel partì ancora una volta titolare nelle 13 gare, proteggendo il lato cieco del quarterback al primo anno Johnny Manziel, il quale passò 3.706 yard quell'anno, fruttandogli la vittoria dell'Heisman Trophy. Joeckel stesso fu unanimemente votato come All-American. Gli osservatori della NFL furono impressionati dalla sua prestazione contro la talentuosa linea difensiva di Louisiana State, in cui Joeckel limitò il defensive end Sam Montgomery. “Penso sia meglio di Joe Thomas e Matt Kalil” disse un general manager della NFL secondo Pro Football Weekly.
Riconoscimenti vinti
- Outland Trophy (2012)
- Consensus All-American (2012)
- Consensus Freshman All-American (2010)

## Carriera professionistica

### Draft NFL 2013
A metà della stagione 2012, Joeckel era considerato una delle prime dieci scelte del draft 2013 da Sports Illustrated. Texas A&M non aveva più visto uno dei suoi uomini della linea offensiva venire scelto nel primo dai tempi di Richmond Webb nel Draft NFL 1990. CBS invece lo classificò come prima scelta assoluta, il che lo avrebbe reso il primo offensive tackle selezionato con la prima chiamata da Jake Long nel Draft NFL 2008. L'8 gennaio 2013, Joeckel annunciò l'intenzione di saltare l'ultimo anno di college e dichiararsi eleggibile per l'imminente draft. Secondo CBS Sports, Joeckel mancava delle "doti naturali" della quarta scelta assoluta del Draft NFL 2012 Matt Kalil, ma era considerato "il più pulito uomo della linea difensiva in uscita dal college". A metà gennaio, l'analista di NFL.com Gil Brandt pronosticò il giocatore come prima scelta assoluta, come fece Sports Illustrated alla fine del mese.
Il 25 aprile Joeckel fu selezionato dai Jacksonville Jaguars come seconda scelta assoluta.

### Jacksonville Jaguars
Il 22 giugno 2013, Joeckel firmò un contratto quadriennale del valore di 21,2 milioni di dollari, inclusi 13,799 milioni di bonus alla firma, coi Jaguars. Debuttò come professionista partendo come titolare nella sconfitta della settimana 1 contro i Kansas City Chiefs. Nella settimana 5 contro i St. Louis Rams, Joeckel si fratturò una caviglia, perdendo tutto il resto della sua stagione da rookie. Tornò in campo partendo come titolare nella prima gara della stagione 2014 contro i Philadelphia Eagles. La sua seconda stagione si concluse disputando tutte le 16 gare come partente, non riuscendo ancora però a giustificare la sua alta scelta nel draft: concesse otto sack ai suoi avversari diretti e il sito Pro Football Focus, che stila una graduatoria basata sulle giocate di ogni giocatore durante la stagione, lo classificò al 67º posto tra tutti i tackle della lega quell'anno.

### Seattle Seahawks
Divenuto free agent, il 9 marzo 2017 Joeckel firmò con i Seattle Seahawks. Dopo avere disputato come titolare tutte le prime 5 gare della stagione, un infortunio lo costrinse a perdere tutto il successivo mese e mezzo di gioco, tornando in campo nella vittoria della settimana 12 contro i San Francisco 49ers. Nell'unica stagione con la squadra disputò 11 partite, tutte come titolare.